# André Maschinot
André Maschinot (Valdoie, 28 de junho de 1903 – Colmar, 10 de março de 1963) foi um futebolista francês.

## Biografia
Ele jogou a Copa do Mundo de 1930. Atacante, foi o primeiro francês a marcar dois gols em uma partida de Copa do Mundo. No jogo contra os mexicanos, no que foi a primeira partida oficial de um mundial contra os mexicanos no campo do Peñarol, no bairro Pocitos de Montevidéu.
Maschinot começou no US Belfort, mas atuou principalmente no Sochaux (1929 a 1937), tendo sido uma das estrelas desse clube nos anos 30, vencendo o Campeonato Francês de 1935 a Copa da França de 1936. Com a camisa dos Bleus foram apenas 5 partidas e os dois gols marcados no primeiro mundial de futebol.